# 남북관계발전위원회
남북관계발전위원회는 남북관계 발전 및 통일문제에 관한 중요 정부정책 결정을 심의하기 위하여 설치된 대한민국 통일부 소관의 자문위원회이다.

## 설치 근거
- 남북관계발전법 제11조 및 시행령 제8조

## 기능
- 남북관계발전 기본계획, 그 밖에 남북관계발전을 위한 중요사항 심의

## 조직
- 위원장 : 통일부 장관
- 위원 : 총 23명 (당연직 14, 위촉직 9)

## 운영
- 본회의
- 분과회의
  - 실무위원회
  - 민간위원 검토회